# Bahnhof Hockenheim
Der Bahnhof Hockenheim ist der Bahnhof in der baden-württembergischen Stadt Hockenheim. Er wurde im Zuge der Neubaustrecke Mannheim–Stuttgart neu errichtet. Der Bahnhof hat drei Bahnsteiggleise und liegt im Tarifgebiet des Verkehrsverbundes Rhein-Neckar (VRN).

## Aufbau

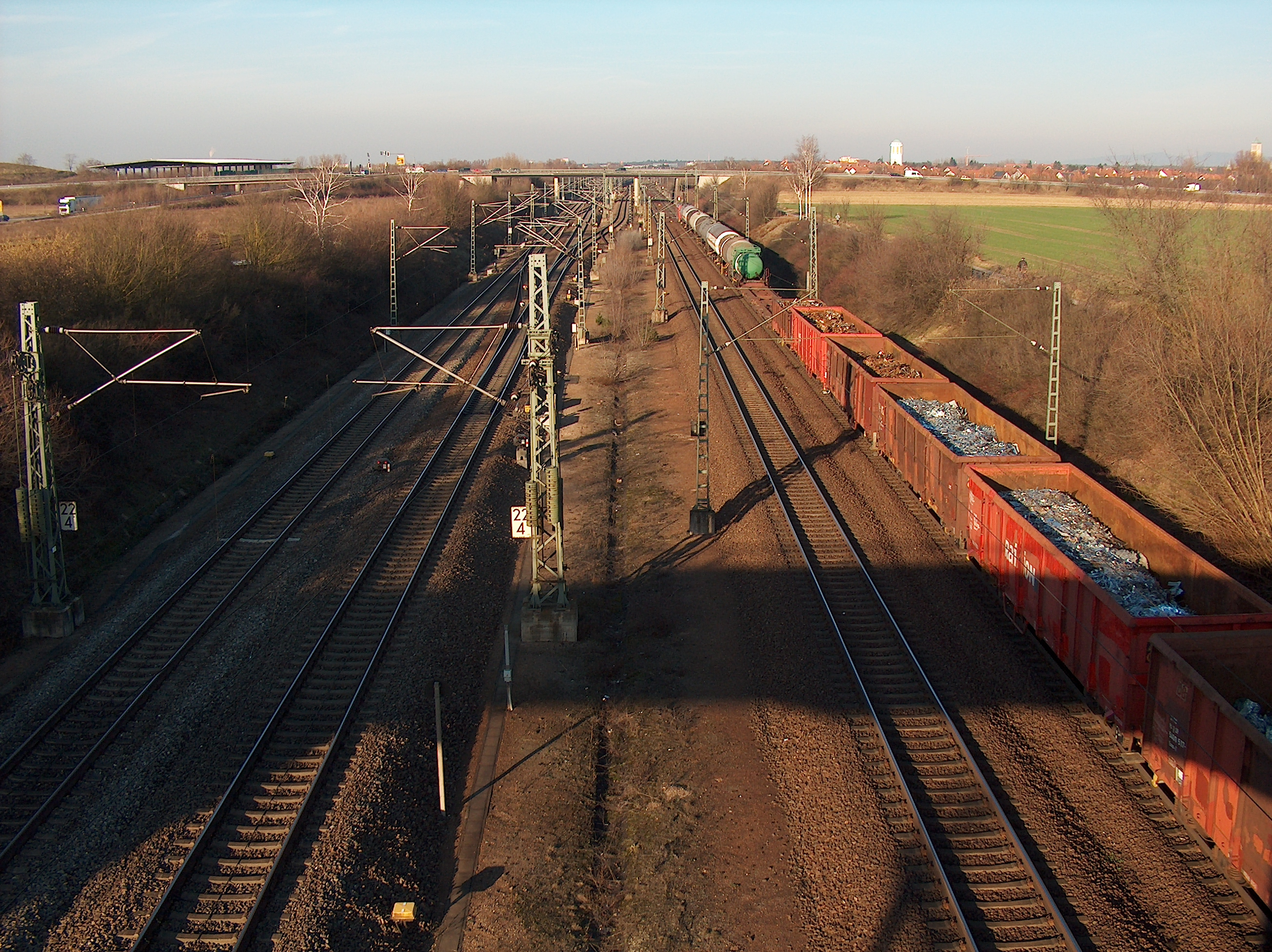
Blick auf den südlichen Bahnhofsbereich. Ein Güterzug ist auf der Bahnstrecke Mannheim–Rastatt auf dem Weg nach Norden.

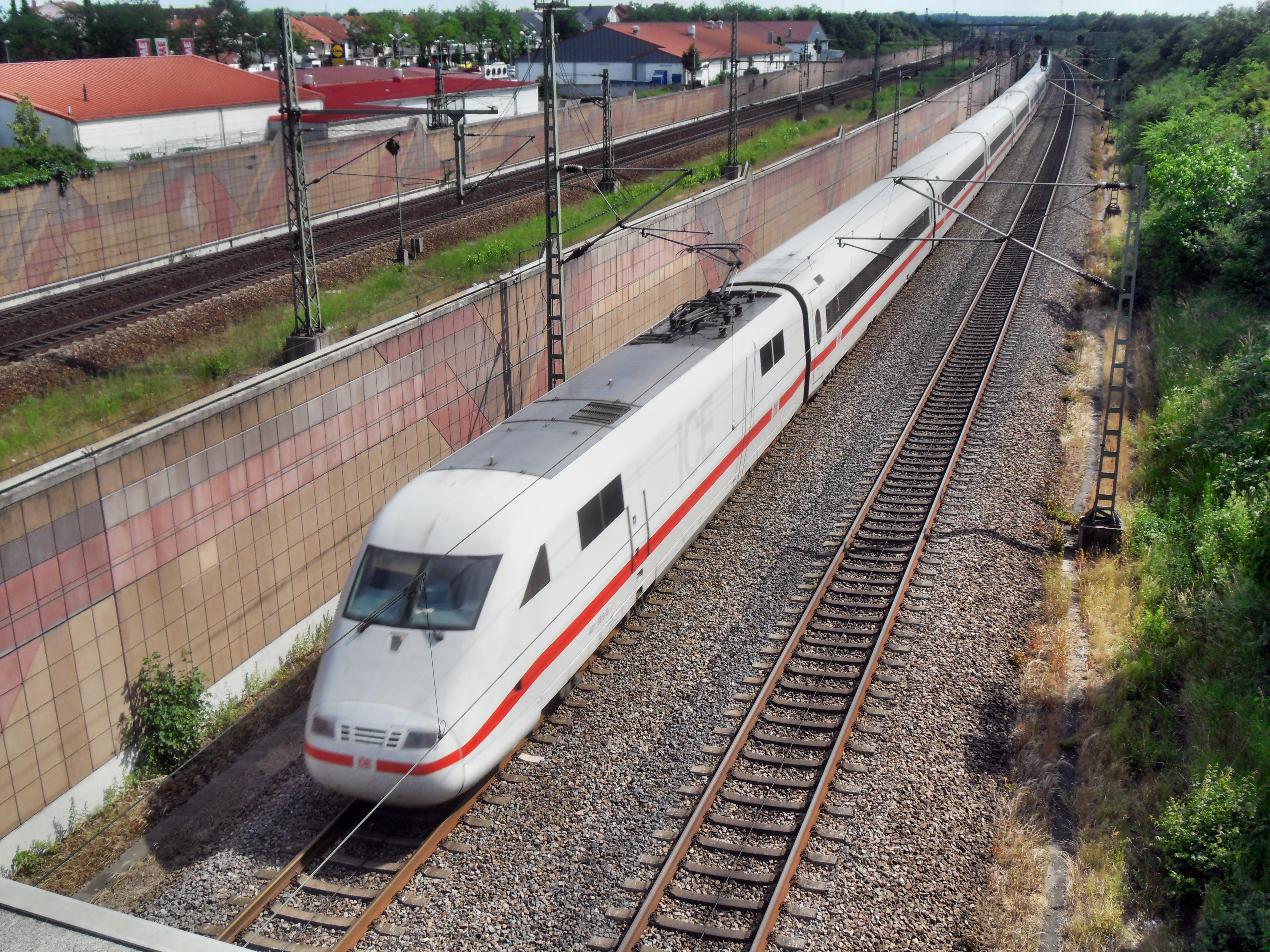
Ein ICE 1 Richtung Mannheim passiert den Bahnhofsbereich ohne Halt.

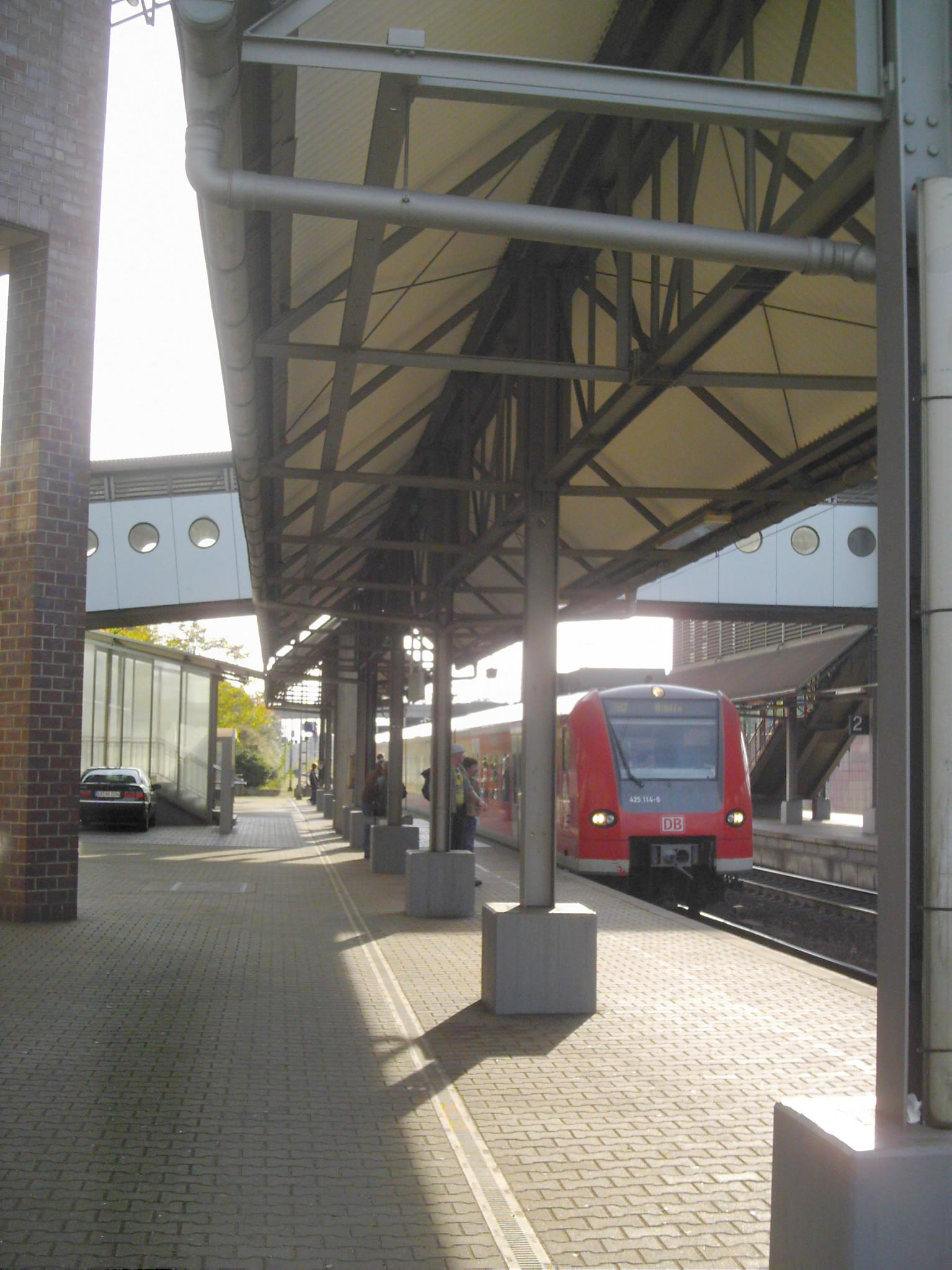
Eine Regionalbahn auf dem Weg nach Biblis am Hausbahnsteig (Gleis 1)

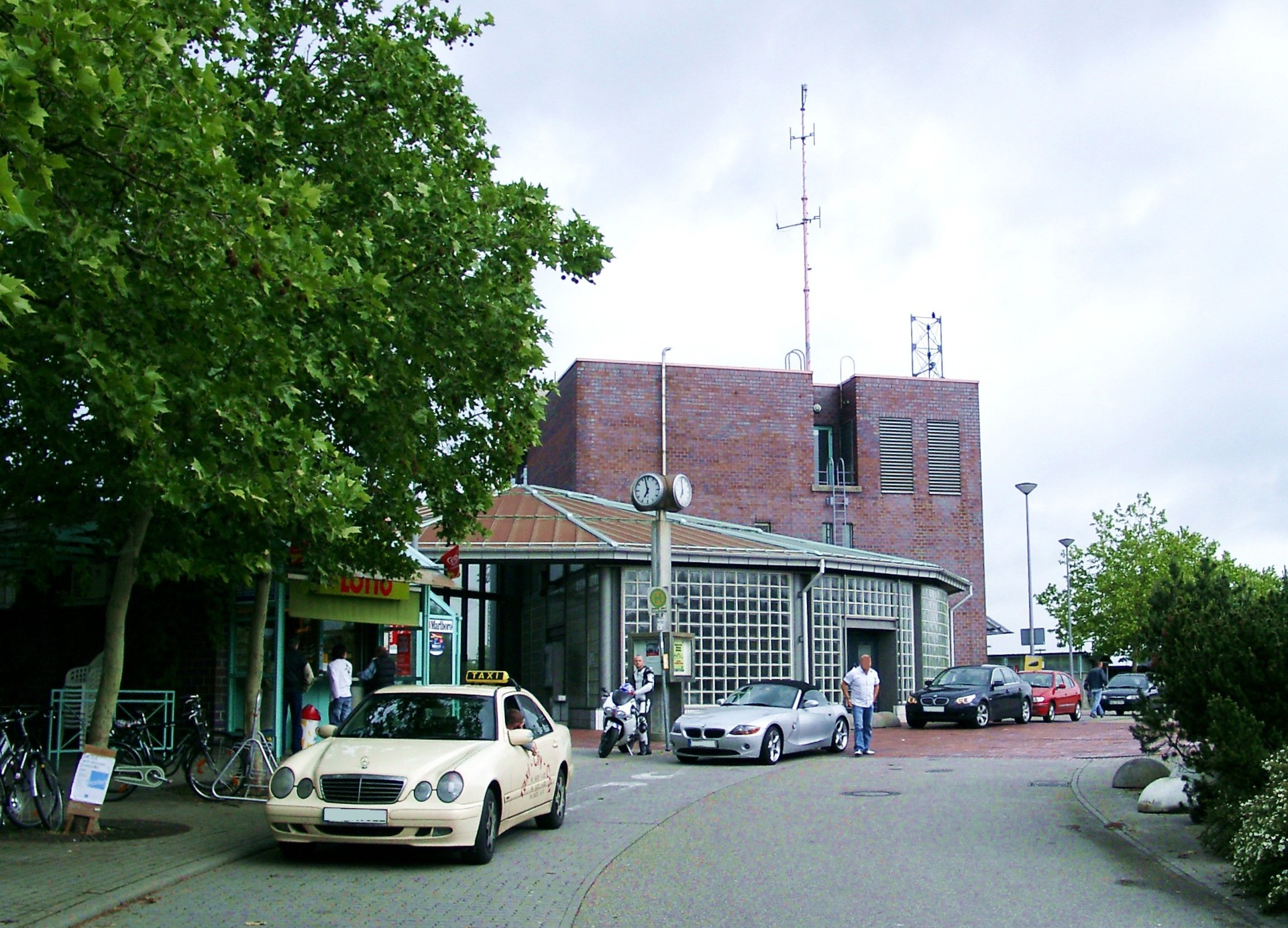
Bahnhofsvorplatz und Empfangsgebäude

Der Bahnhof dient – mit zwei 314 m langen Bahnsteigen – als Personenbahnhof und gleichzeitig als Überholbahnhof.
Die Neubaustrecke und die Bahnstrecke Mannheim–Rastatt sind im Bahnhof miteinander verknüpft. Es ist – abgesehen von den Endbahnhöfen – die nördlichste der vier Verknüpfungen der Neubaustrecke mit dem Bestandsnetz. Einzelne Züge wechseln im Bahnhof planmäßig zwischen den beiden Strecken.
Von der Neubaustrecke kann nur das Bahnsteiggleis 3 angefahren werden, Gleis 1 und 2 sind nur mit der Bahnstrecke Mannheim–Rastatt verknüpft.
Zwischen den beiden Strecken liegen mittig zwei Überholgleise.

## Geschichte
Der erste Bahnhof Hockenheim entstand zur Eröffnung der Bahnstrecke Mannheim–Rastatt am 4. August 1870 und wurde zugunsten des neuen Bahnhofs 1986 aufgelassen.

### Planung
Nach dem Planungsstand von 1973 war im Raum Hockenheim (Kilometer 19,0) ein Betriebsbahnhof vorgesehen. Die Neubaustrecke sollte dabei westlich der Stadt verlaufen und in diesem Bereich nicht mit der bestehenden Strecke verknüpft werden.
In der Planungsphase war die heutige Anlage an der verlegten Bahnstrecke Mannheim–Rastatt Teil des Planfeststellungsabschnitts 3a der Neubaustrecke (Hockenheim/Reilingen, Streckenkilometer 19,183 bis 23,291). Das Planfeststellungsverfahren wurde im Mai 1976 eingeleitet. Der Erörterungstermin fand im Februar 1979 im Rathaus Hockenheim statt. Dabei war bereits eine Verknüpfung von Neubau- und Bestandsstrecke im Bahnhof Hockenheim vorgesehen.
Am 14. Mai 1980 wurde ein neues Planfeststellungsverfahren für diesen Abschnitt eingeleitet. Die 62 vorgebrachten Einwendungen wurden am 18. Dezember 1980 erörtert. Die Stellungnahme des Regierungspräsidiums wurde am 30. September 1981 vorgelegt. Gegen den Planfeststellungsbeschluss vom 24. November 1981 wurden zwei Klagen erhoben. Der Beschluss wurde schließlich am 8. Juni 1984 rechtskräftig.
Die Projektgruppe für die Neubaustrecke Mannheim–Stuttgart eröffnete um Anfang 1983 ein Informationszentrum in Hockenheim.

### Bau
Um Platz für die Neubaustrecke zu schaffen und die Bestandsstrecke mit dieser zu bündeln, wurde die Bahnstrecke Mannheim–Rastatt im Zuge der Bauarbeiten um 130 Meter nach Westen verlegt. Auch die Bundesstraße 36 wurde in die Bündelung mit einbezogen. Nach Angaben der DB sei durch Verkehrswegebündelung und zusätzliche Lärmschutzmaßnahmen die Lärmbelastung der Stadt auf ein Viertel reduziert worden. Die frei gewordenen Flächen der Bahnstrecke Mannheim–Rastatt wurden begrünt. Die Stadt Hockenheim plante (Stand: 1988), Freizeiteinrichtungen in diesen Grünzug zu integrieren.
Ende Dezember 1988 wurden die letzten Bäume der Außenanlagen gepflanzt.

### Inbetriebnahme
Am 1. September 1986 ging der retrassierte Abschnitt der Bahnstrecke Mannheim–Rastatt – einschließlich des neuen Verknüpfungsbahnhofs Hockenheim – in Betrieb.

## Technik
1986 war vorgesehen, aus dem Zentralstellwerk heraus die Bahnhöfe Hockenheim und Neulußheim sowie die Neubaustrecke zwischen Mannheim und Bauerbach (fast 60 Kilometer) zu steuern.
Im Bahnhof steht seit 1988 eines der ersten (zunächst versuchsweisen) elektronischen Stellwerke (ESTW) in Deutschland (Bauform El S). Auf dem Stellwerk wurden dabei – in der Vorbereitung von Zulassung und Einsatz der ESTW in Deutschland – spezielle Neubaustrecken-Funktionen der Stellwerke getestet, die im Bestandsnetz nicht vorzufinden waren. Auf einer Länge von rund 12 km, zwischen den Bahnhöfen Hockenheim und Graben-Neudorf (Abzweig Molzau) wurden die Funktionen der neuen Technik zunächst parallel zur bestehenden Technik ohne Sicherheitsverantwortung erprobt. Ein provisorisches Relaisstellwerk (Bauart Sp Dr S600) wurde im Bahnhof Hockenheim mit einer Minimalausrüstung (ein Blockabschnitt von 12 km Länge) für die wenigstens einjährige Betriebs- und Sicherheitserprobung des ESTW errichtet. Nach einem positiven Verlauf des Betriebsversuches wurde die zweite Ausbaustufe des ESTW Hockenheim realisiert und dessen Stellbereich auf die Nordhälfte der Neubaustrecke (rund 50 km) erweitert. Das Stellwerk wurde 2016 erneuert. Das Stellwerk wurde – als eines der ersten in Deutschland – im Zuge einer so genannten „Teilerneuerung“ modernisiert. Dabei wurden Innenanlage und Bediensystem erneuert. Die Außenanlage blieb dabei erhalten.